# Arctogalidia trivirgata
Genre
Espèce
Statut de conservation UICN

 LC  : Préoccupation mineure
La Civette palmiste à trois bandes (Arctogalidia trivirgata) est un mammifère carnivore de la famille des viverridés. C'est la seule espèce du genre Arctogalidia.

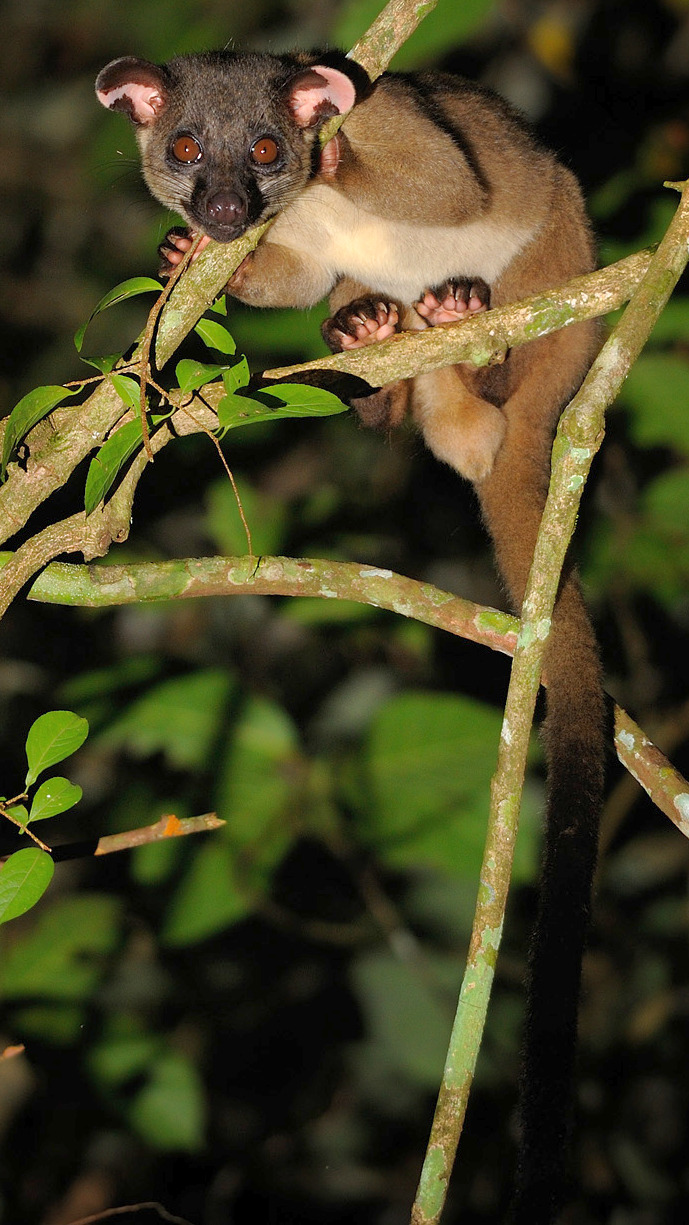
Civette palmiste à trois bandes, parc national de Khao Yai, Thaïlande